# Светско првенство у атлетици на отвореном 2005 — 200 метара за жене
Трка на 200 метара у женској конкуренцији на јубиларном 10. Светском првенству у атлетици 2005. у Хелсинкију одржана је 10., 11. и 12. августа на Олимпијском стадиону.
Титулу освојену у Паризу 2003. није бранила Анастасија Капачинска из Русије.

## Земље учеснице
Учествовале су 27 такмичарки из 22 земље.
| 1. Америчка Девичанска Острва (1) 2. Аустралија (1) 3. Аустрија (1) 4. Бахаме (1) 5. Белгија (1) 6. Белорусија (1) 7. Бенин (1) 8. Бразил (1) 9. Гана (1) 10. Екваторијална Гвинеја (1) 11. Јамајка (2) | 1. Јужна Африка (1) 2. Кајманска Острва (1) 3. Костарика (1) 4. Нигерија (1) 5. Папуа Нова Гвинеја (1) 6. Русија (3) 7. Свазиленд (1) 8. САД (3) 9. Словенија (1) 10. Украјина (1) 11. Француска (1) |

## Освајачи медаља
| Освајачи медаља |                |              |  |  |  |  |
|                 |                |              |  |  |  |  |
|                 |                |              |  |  |  |  |
|                 |                |              |  |  |  |  |
| Алисон Филикс   | Рашел Бун-Смит | Кристин Арон |  |  |  |  |
| САД             | САД            | Француска    |  |  |  |  |

## Рекорди
Списак важећих рекорда у овој дисциплини пре почетка светског првенства 6. августа 2005. године.
| Рекорди пре почетка Светског првенства 2005. | Рекорди пре почетка Светског првенства 2005. | Рекорди пре почетка Светског првенства 2005. | Рекорди пре почетка Светског првенства 2005. | Рекорди пре почетка Светског првенства 2005. | Рекорди пре почетка Светског првенства 2005. |
| -------------------------------------------- | -------------------------------------------- | -------------------------------------------- | -------------------------------------------- | -------------------------------------------- | -------------------------------------------- |
| Олимпијски рекорди                           | Флоренс Грифит Џојнер                        | Сједињене Државе                             | 21,34                                        | Сеул, Јужна Кореја                           | 29. септембар 1988.                          |
| Светски рекорд                               | Флоренс Грифит Џојнер                        | Сједињене Државе                             | 21,34                                        | Сеул, Јужна Кореја                           | 29. септембар 1988.                          |
| Рекорд светских првенстава                   | Зилке Гладиш Милер                           | Источна Немачка                              | 21,74                                        | Рим, Италија                                 | 3. септембар 1987.                           |
| Најбољи резултат сезоне                      | Алисон Филикс                                | Сједињене Државе                             | 22,13                                        | Карсон, САД                                  | 26. јун 2009.                                |
| Афрички рекорд                               | Евет де Клерк                                | Јужна Африка                                 | 22,06                                        | Петерсбург, Јужноафричка Република           | 8. април 1989.                               |
| Азијски рекорд                               | Сумеј Ли                                     | Кина                                         | 22,01                                        | Шангај, Кина                                 | 22. октобар 1997.                            |
| Северноамерички рекорд                       | Флоренс Грифит Џојнер                        | Сједињене Државе                             | 21,34                                        | Сеул, Јужна Кореја                           | 29. септембар 1988.                          |
| Јужноамерички рекорд                         | Луцимар Апаресида де Моура                   | Бразил                                       | 22,60                                        | Богота, Колумбија                            | 26. јун 1999.                                |
| Европски рекорд                              | Марита Кох                                   | Источна Немачка                              | 21,71                                        | Кемниц, Источна Немачка                      | 10. јун 1979.                                |
| Европски рекорд                              | Марита Кох                                   | Источна Немачка                              | 21,71                                        | Потсдам, Источна Немачка                     | 21. јул 1984.                                |
| Европски рекорд                              | Хајке Дрекслер                               | Источна Немачка                              | 21,71                                        | Јена, Источна Немачка                        | 29. јун 1986.                                |
| Европски рекорд                              | Хајке Дрекслер                               | Источна Немачка                              | 21,71                                        | Штутгарт, Западна Немачка                    | 29. август 1986.                             |
| Океанијски рекорд                            | Мелинда Гејнсфорд Тејлор                     | Аустралија                                   | 22,23                                        | Штутгарт, Немачка                            | 13. јул 1997.                                |

### Најбољи резултати у 2005. години
Десет најбржих атлетичарки 2005. године је пре почетка светког првенства (6. августа 2005) заузимало следећи пласман.
| 1.  | Алисон Филикс         | Сједињене Државе | 22,13 | 26. јун |
| 2.  | Рашел Бун-Смит        | Сједињене Државе | 22,22 | 26. јун |
| 3.  | Лорин Вилијамс        | Сједињене Државе | 22,27 | 22. мај |
| 4.  | ЛаТаша Коландер       | Сједињене Државе | 22,34 | 26. јун |
| 5.  | Вероника Кембел-Браун | Јамајка          | 22,35 | 3. јун  |
| 6.  | Мелиса Барбер         | Сједињене Државе | 22,37 | 26. јун |
| 7.  | Кристин Арон          | Француска        | 22,38 | 16. јул |
| 8.  | Сидони Мадерсил       | Кајманска Острва | 22,39 | 10. јул |
| 8.  | Светлана Поспелова    | Русија           | 22,39 | 24. јул |
| 10. | Муна Ли               | Сједињене Државе | 22,46 | 26. јун |

Такмичарке чија су имена подебљана учествовале су на СП.

## Сатница
| Датум            | Време | Рунда         |
| ---------------- | ----- | ------------- |
| 10. август 2005. | 12:00 | Квалификације |
| 11. август 2005. | 19:25 | Полуфинале    |
| 12. август 2005. | 19:30 | Финале        |

## Резултати

### Квалификације
Такмичење је одржано 10. августа 2005. године. У квалификацијама су учествовале 27 атлетичарки које су биле подељене у 4 групе. Пласман у четвртфинале избориле су по 3 првопласиране из сваке групе (КВ) и 4 са најбољим резултатом (кв).,,
| Група             | 1     | 2     | 3     | 4     |
| ----------------- | ----- | ----- | ----- | ----- |
| Почетак такмичења | 12:00 | 12:08 | 12:16 | 12:24 |
| Ветар (м/с)       | -2,5  | -1,1  | -3,2  | +0,3  |

| Позиција | Група | Атлетичарка               | Земља                      | ЛР    | ЛРС    | Резултат | Напомена |
| -------- | ----- | ------------------------- | -------------------------- | ----- | ------ | -------- | -------- |
| 1.       | 2     | Јулија Гушчина            | Русија                     | 22,62 | 22,62  | 22,53    | КВ, ЛР   |
| 2.       | 2     | Алисон Филикс             | САД                        | 22,11 | 22,13  | 22,68    | КВ       |
| 3.       | 2     | Ким Геверт                | Белгија                    | 22,48 | 22,68  | 22,78    | КВ       |
| 4.       | 4     | Кристин Арон              | Француска                  | 22,26 | 22,38  | 22,89    | КВ       |
| 5.       | 2     | Наталија Сологуб          | Белорусија                 | 22,82 | 22,82  | 23,16    | кв       |
| 6.       | 4     | Вероника Кембел-Браун     | Јамајка                    | 22,05 | 22,35  | 23,28    | КВ       |
| 7.       | 2     | Марина Мајданова          | Украјина                   | 22,70 | 22,97  | 23,31    | кв       |
| 8.       | 4     | Лусимар Апаресида де Мора | Бразил                     | 22,60 | 22,75  | 23,36    | КВ       |
| 9.       | 4     | Џералдин Пилеј            | Јужноафричка Република     | 22,78 | 22,78  | 23,58    | кв       |
| 10.      | 3     | Фабијен Фераез            | Бенин                      | 22,81 | 22,81  | 23,72    | КВ       |
| 11.      | 1     | Сидони Мадерсил           | Кајманска Острва           | 22,39 | 22,39  | 23,72    | КВ       |
| 12.      | 4     | Аленка Бикар              | Словенија                  | 22,76 | 23,43  | 23,77    | кв       |
| 13.      | 3     | Рашел Бун-Смит            | САД                        | 22,22 | 22,22  | 22,78    | КВ       |
| 14.      | 3     | Ирина Хабарова            | Русија                     | 22,34 | 22,69  | 22,78    | КВ       |
| 15.      | 3     | Кристин Амертил           | Бахаме                     | 22,58 | 22,58  | 23,88    |          |
| 16.      | 1     | ЛаТаша Коландер           | САД                        | 22,34 | 22,34  | 23,89    | КВ       |
| 17.      | 4     | Мерси Нку                 | Нигерија                   | 22,53 | 23,47  | 23,99    |          |
| 18.      | 1     | Лаверн Џоунс-Ферет        | Америчка Девичанска Острва | 22,81 | 23,17  | 24,12    | КВ       |
| 19.      | 3     | Вида Аним                 | Гана                       | 22,90 | 23,03  | 24,16    |          |
| 20.      | 1     | Лорен Хјуит               | Аустралија                 | 22,70 | 22,94д | 24,20    |          |
| 21.      | 1     | Шери-Ен Брукс             | Јамајка                    | 22,80 | 22,80  | 24,20    |          |
| 22.      | 1     | Јелена Болсун             | Русија                     | 22,64 | 22,70  | 24,30    |          |
| 23.      | 1     | Карин Мајр-Крифка         | Аустрија                   | 22,70 | 22,94д | 24,61    |          |
| 24.      | 2     | Трејси Џозеф Хамблет      | Костарика                  | 24,98 | 24,98  | 24,84    | ЛР       |
| 25.      | 3     | Меј Коиме                 | Папуа Нова Гвинеја         | 24,26 | 24,26  | 25,31    |          |
| 26.      | 2     | Гертрудис Луна            | Екваторијална Гвинеја      | 25,62 | 25,62  | 26,28    | НР       |
| 27.      | 3     | Gcinile Moyane            | Свазиленд                  | 25,62 |        | 27,79    | ЛРС      |

### Полуфинале
Такмичење је одржано 11. августа 2005. године. Такмичарке су биле подељене у 2 групе. Пласман у финале избориле су по 4 најбрже спринтерке из сваке групе (КВ).,,
| Група             | 1     | 2     |
| ----------------- | ----- | ----- |
| Почетак такмичења | 19:25 | 19:32 |
| Ветар (м/с)       | -2,7  | -4,0  |

| Позиција | Група | Атлетичарка               | Земља                      | Резултат | Напомена |
| -------- | ----- | ------------------------- | -------------------------- | -------- | -------- |
| 1.       | 1     | Кристин Арон              | Француска                  | 22,45    | КВ       |
| 2.       | 1     | ЛаТаша Коландер           | САД                        | 22,69    | КВ       |
| 3.       | 1     | Рашел Бун-Смит            | САД                        | 22,69    | КВ       |
| 4.       | 2     | Алисон Филикс             | САД                        | 22,90    | КВ       |
| 5.       | 2     | Ким Геверт                | Белгија                    | 22,97    | КВ       |
| 6.       | 2     | Вероника Кембел-Браун     | Јамајка                    | 23,02    | КВ       |
| 7.       | 2     | Јулија Гушчина            | Русија                     | 23,10    | КВ       |
| 8.       | 1     | Сидони Мадерсил           | Кајманска Острва           | 23,13    | КВ       |
| 9.       | 1     | Ирина Хабарова            | Русија                     | 23,26    |          |
| 10.      | 2     | Фабијен Фераез            | Бенин                      | 23,29    |          |
| 11.      | 1     | Лусимар Апаресида де Мора | Бразил                     | 23,42    |          |
| 12.      | 2     | Наталија Сологуб          | Белорусија                 | 23,62    |          |
| 13.      | 2     | Лаверн Џоунс-Ферет        | Америчка Девичанска Острва | 23,62    |          |
| 14.      | 1     | Марина Мајданова          | Украјина                   | 23,78    |          |
| 15.      | 2     | Аленка Бикар              | Словенија                  | 23,94    |          |
| 16.      | 1     | Џералдин Пилеј            | Јужноафричка Република     | 24,22    |          |

### Финале
Такмичење је одржано 12. августа 2005. године у 19:30.
| Ветар (м/с) | +0,2 |

| Позиција | Атлетичарка           | Земља            | Резултат | Напомена |
| -------- | --------------------- | ---------------- | -------- | -------- |
|          | Алисон Филикс         | САД              | 22,16    |          |
|          | Рашел Бун-Смит        | САД              | 22,31    |          |
|          | Кристин Арон          | Француска        | 22,31    | ЛРС      |
| 4.       | Вероника Кембел-Браун | Јамајка          | 22,38    |          |
| 5.       | ЛаТаша Коландер       | САД              | 22,66    |          |
| 6.       | Јулија Гушчина        | Русија           | 22,75    |          |
| 7.       | Ким Геверт            | Белгија          | 22,86    |          |
| 8.       | Сидони Мадерсил       | Кајманска Острва | 23,00    |          |